# Geschäftshaus Ober

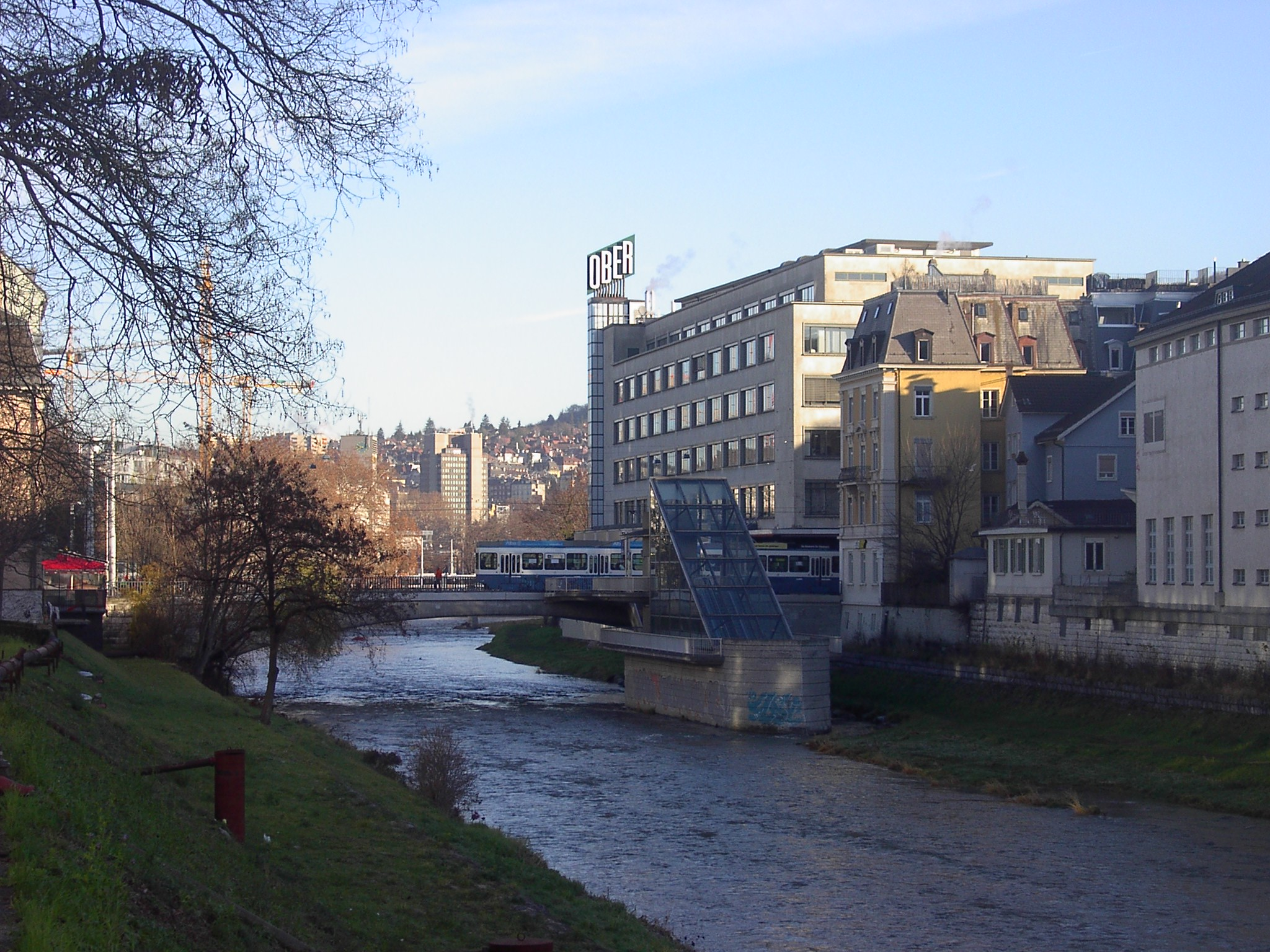
Ansicht von Südwesten, 2009

Das Geschäftshaus Ober ist ein ehemaliges Kaufhaus in Zürich in der Schweiz. Es wurde bis 1934 in drei Bauabschnitten im Stil der Moderne errichtet. Das Gebäude mit dem auffälligen Schriftzug «OBER» auf dem Treppenturm wurde von der Stadt Zürich unter Denkmalschutz gestellt.

## Lage
Das freistehende Bauwerk steht «dominierend» an der Sihl und als «Brückenkopf» an der Sihlstrasse im Kreis 1 der Stadt. Das Gebiet zwischen Schanzengraben und Sihl ist eine alte Gewerbeachse.

## Geschichte
Nachdem Robert Ober sich 1917 mit einem Spezialgeschäft für Damen- und Kinderkonfektionskleidung am Limmatquai niedergelassen hatte, eröffnete er vier Jahre später ein Haupthaus bei der Sihlbrücke. Dieser umgenutzte Altbau wurde 1928 durch einen Anbau im Stil des Neuen Bauens erweitert. Der Erwerb eines weiteren Grundstücks machte eine neue Gesamtplanung möglich. Ober vergab den Auftrag an den Architekten Otto Dürr. Von Juni 1932 bis Oktober 1933 erfolgte die Errichtung des nördlichen zweiten Bauabschnitts und die Anpassung und Aufstockung des ersten Bauabschnitts von 1928 an den Gesamtplan. Anschliessend wurde im Süden der Altbau geräumt, abgebrochen und von Januar bis September 1934 durch den dritten Bauabschnitt ersetzt.
Entstanden war das grösste Spezialwarenhaus der Stadt. Sohn und Enkel Robert Obers führten das Unternehmen bis zur Schliessung 1994 weiter. Gründe waren der Konkurrenzdruck der internationalen Ketten und Shoppingcenter sowie die Lage abseits der Bahnhofstrasse. Es diente anschliessend als Sportfachgeschäft, Auktionshaus und Sitz einer Privatbank. Als Bürohaus der UBS genutzt, erfolgte von 2007 bis 2009 eine zweijährige Renovation.
Seit 2012 dient es als Casino der Swiss Casinos, ab 2014 mit gastronomischen Angebot, und war 2017 das jüngste und zugleich grösste Casino des Landes. Beim Umbau blieb der Schriftzug «Ober» aus Gründen des Denkmalschutzes erhalten.

## Beschreibung
Der grossvolumige Baukörper hat sechs Obergeschosse und zwei Untergeschosse. Der Bau ist 82 Meter lang und durchschnittlich 24 Meter breit. Er zeigt zur Sihlfront elf und strassenseitig fünf Achsen. Der verglaste Treppenturm überragt das Flachdach sihlseitig im Norden des Gebäudes. Darauf aufgesetzt ist der «monumentale» Schriftzug OBER in markanter schräger Leuchtschrift, den der Graphiker O. Keller entworfen hatte. Ausser der Schaufensterfront hatte das Kaufhaus neben dem Treppenturm keine weiteren Beleuchtungseffekte. Durch die freistehende Lage zeigte es 26 Schaufenster. Da das Casino nach dem städtischen «Plan Lumière» zum «dunklen Sihlraum» gehört, wurde die heutige Aussenbeleuchtung des Gebäudes von fünf verschiedenen Ämtern bewilligt.
Das Gebäude ist im städtischen Inventar der «schützenswerten» Bauten verzeichnet. Kulturgüter-Objekte der «Kategorie C» wurden mit Stand Juli 2025 noch nicht veröffentlicht.

## Belege
1. 1 2  ISOS 5800: Innenstadt (IS) Kreis 1, Gemeinde Zürich, Kanton Zürich. PDF 4 MB, abgerufen am 8. August 2025. S. 21
2. ↑  Reto Weiss: Robert Ober. In: Historisches Lexikon der Schweiz.  22. April 2009.
3. ↑  Otto Dürr: Das Geschäftshaus Ober in Zürich. In: Schweizerische Bauzeitung, Nr. 22, Band 104 (1. Dezember 1934). S. 249–256. Abgerufen am 8. August 2025.
4. ↑  Früherer City-Präsident erfindet sein Reich neu. In: tagesanzeiger.ch, abgerufen am 8. August 2025.
5. 1 2  Umbau Haus Ober – Sihlstrasse Zürich, 2007. In: mmlarchitekten.ch, abgerufen am 8. August 2025.
6. ↑  Lena Schenkel: Zürcher Inventar: Warum eine denkmalpflegerisch schützenswerte Reklametafel schützenswert zürcherisch ist. In: NZZ vom 31. Januar 2020; abgerufen am 8. August 2025.
7. ↑  Denkmalschutz speziell: Die Zürcher Spielbank im «Haus Ober». In: denkmalpflege-schweiz.ch vom 25. Oktober 2017; abgerufen am 8. August 2025.
8. 1 2  Vom Warenhaus zum Spielcasino – das Haus Ober im Wandel der Zeit. In: swisscasinos.ch, 8. April 2014; abgerufen am 8. August 2025.

Koordinaten: 47° 22′ 25,1″ N, 8° 31′ 58,6″ O; CH1903: 682648 / 247553